# 二宮晋一
二宮 晋一（にのみや しんいち、1884年（明治17年）11月3日 - 1970年（昭和45年）11月21日）は、大日本帝国陸軍軍人。最終階級は陸軍少将。

## 経歴
1884年（明治17年）に岡山県で生まれた。陸軍士官学校第18期卒業。1927年（昭和2年）7月に横浜憲兵隊長に就任し、1929年（昭和4年）4月に憲兵司令部警務部長に転じ、1931年（昭和6年）3月11日に京城憲兵隊長、9月15日に憲兵司令部総務部長を歴任し、1932年（昭和7年）8月に陸軍憲兵大佐に進級した。1935年（昭和10年）12月に関東憲兵隊司令官附となり、1936年（昭和11年）4月30日に関東憲兵隊総務部長に就任した。
同年8月1日に朝鮮憲兵隊司令官に就任し、1936年（昭和12年）8月に陸軍少将に進級した。1939年（昭和14年）3月9日に待命、3月22日に予備役に編入された。1945年（昭和20年）3月31日に召集され、光州陸軍兵事部長兼光州地区司令官に就任した。
1947年（昭和22年）11月28日、公職追放仮指定を受けた。

## 栄典
勲章等
- 1940年（昭和15年）8月15日 - 紀元二千六百年祝典記念章[7]